# ليما (لاعب كرة قدم مواليد 1986)
ليما هو لاعب كرة قدم برازيلي في مركز الدفاع، ولد في 1 يوليو 1986 في سوروكابا في البرازيل. لعب مع أتلتيكو يوفنتوس وباوليستا وريد بل برازيل ونادي إيكاسا ونادي تاركسيين راينباوز.

## وصلات خارجية
- ليما (لاعب كرة قدم مواليد 1986) على موقع اتحاد أوكرانيا (الإنجليزية)
- ليما (لاعب كرة قدم مواليد 1986) على موقع قاعدة بيانات كرة القدم.إي يو (الإنجليزية)
- ليما (لاعب كرة قدم مواليد 1986) على موقع Soccerway.com (الإنجليزية)